# ناثانيل س. كومفورت
ناثانيل س. كومفورت (بالإنجليزية: Nathaniel C. Comfort)‏ هو مؤرخ وبروفيسور أمريكي، ولد في 1962.